# Tommy Waidelich
Karl (Tommy) Waidelich (ur. 13 września 1963 w Sztokholmie) – szwedzki polityk, długoletni deputowany do Riksdagu, poseł do Parlamentu Europejskiego IV kadencji.

## Życiorys
Pracował jako listonosz, studiował geografię i ekonomię na Uniwersytecie w Sztokholmie, był sekretarzem politycznym w administracji gminy Södertälje.
Działacz Szwedzkiej Socjaldemokratycznej Partii Robotniczej, pełnił m.in. funkcję przewodniczącego organizacji młodzieżowej socjaldemokratów SSU w Sztokholmie. W 1991 był zastępcą poselskim w krajowym parlamencie, posłem do Riksdagu został w 1994. W 1995 po akcesji Szwecji do Unii Europejskiej objął mandat eurodeputowanego IV kadencji w ramach delegacji krajowej. Utrzymał go również w pierwszych wyborach powszechnych do PE w tym samym roku. W Europarlamencie wchodził w skład frakcji socjalistycznej. Odszedł z PE w 1998 w związku z ponownym wyborem do Riksdagu, w którym zasiadał przez cztery kadencje do 2014. Od 2011 do 2012 zajmował stanowisko rzecznika socjaldemokratów do spraw polityki gospodarczej.